# Jackson (Tennessee)
Jackson je město ve Spojených státech amerických. Nachází se v okrese Madison County, jehož je hlavním sídlem, ve státě Tennessee. Ve městě žije přibližně 68 tisíc obyvatel a jeho rozloha činí 151,4 km². Leží 110 kilometrů východně od Memphisu, přičemž právě po Memphisu je druhým největším městem Západního Tennessee. V celém státě Tennessee je devátým nejlidnatějším městem.
Město bylo založeno roku 1821. Leží v oblasti s vlhkým subtropickým podnebím.

## Rodáci
- Big Maybelle (1924–1972) – americká zpěvačka
- Steve Fossett (1944–2007) – americký dobrodruh a letec
- Thomas Harris (* 1940) – americký spisovatel a scenárista
- Sonny Boy Williamson I (1914–1948) – americký bluesový hudebník